# Comuna de Skierniewice
Skierniewice (polaco: Gmina Skierniewice) é uma gminy (comuna) na Polónia, na voivodia de Lodz e no condado de Skierniewicki. A sede do condado é a cidade de Skierniewice.
De acordo com os censos de 2004, a comuna tem 6750 habitantes, com uma densidade 51,3 hab/km².

## Área
Estende-se por uma área de 131,67 km², incluindo:
- área agricola: 64%
- área florestal: 29%

## Demografia
Dados de 30 de Junho 2004:
|                      | Total   | Total | Mulheres | Mulheres | Homens  | Homens |
| -------------------- | ------- | ----- | -------- | -------- | ------- | ------ |
|                      | pessoas | %     | pessoas  | %        | pessoas | %      |
| População            | 6750    | 100   | 3422     | 50,7     | 3328    | 49,3   |
| Densidade (pop./km²) | 51,3    | 100   | 26       | 26       | 25,3    | 25,3   |

De acordo com dados de 2002, o rendimento médio per capita ascendia a 1153,47 zł.

## Subdivisões
- Balcerów, Borowiny, Brzozów, Budy Grabskie, Dębowa Góra, Józefatów, Ludwików, Miedniewice, Miedniewice-Topola, Mokra, Mokra Lewa, Mokra Prawa, Nowe Rowiska, Nowy Ludwików, Pamiętna, Pruszków, Ruda, Rzeczków, Rzymiec, Samice, Sierakowice Lewe, Sierakowice Prawe, Stare Rowiska, Strobów, Wola Wysoka, Wólka Strobowska, Zalesie, Żelazna.

## Comunas vizinhas
- Bolimów, Głuchów, Godzianów, Łyszkowice, Maków, Nieborów, Nowy Kawęczyn, Puszcza Mariańska, Rawa Mazowiecka, Skierniewice